# Reichsverband Deutscher Schriftsteller
Der Reichsverband Deutscher Schriftsteller e. V. (RDS) war eine von 1933 bis 1935 im Deutschen Reich bestehende Zwangsorganisation für die deutschen Schriftsteller. Er hatte seinen Sitz in Berlin, Nürnberger Straße 8.

## Geschichte

### Gründung und Struktur
Der RDS wurde am 9. Juni 1933 im Rahmen der Gleichschaltung der deutschen Schriftstellerverbände auf Veranlassung des Reichspropagandaministeriums gegründet. In ihm gingen der Schutzverband deutscher Schriftsteller, der „Verband deutscher Erzähler“, der „Deutsche Schriftstellerverein“ und das „Kartell lyrischer Autoren“ auf. 
Der RDS hatte folgende Struktur: Das Präsidium bestand aus dem „Reichsführer“ Goetz Otto Stoffregen, dessen Stellvertreter und Schriftführer Hans Richter und den Schatzmeistern Heinz Wismann und Karl August Walther. Dem Präsidium zur Seite stand ein Beirat zu dem Friedrich Arenhövel, Werner Beumelburg, Hans Martin Cremer, Franz Dülberg, Wilhelm Conrad Gomoll, Karl Heinl, Bruno Herbert Jahn, Gerhard Menzel, Hans Heinz Sadila-Mantau  und Richard Schneider-Edenkoben gehörten. Mitglieder des sogenannten Ehrensenats waren Walter Bloem, Kurt Karl Gustav von Glasenapp, Ricarda Huch, Ernst Krieck, Agnes Miegel, Rudolf Presber, Arthur Rehbein, Ina Seidel, Heinrich Sohnrey, Hermann Stehr, Lulu von Strauß und Torney und Fedor von Zobeltitz. Einige Mitglieder dieser Untergliederungen fungierten zudem als Referenten von Fachbereichen. Weitere Referenten von RDS-Fachbereichen waren Ilse Hamel, Georg Irrgang, Robert Seitz und Albert Sergel.

### Aufnahmebedingungen
Wenige Monate nach der Gründung des RDS wurde der Verband in die Reichsschrifttumskammer (RSK) integriert, die ihrerseits Teil der Reichskulturkammer war. Gemäß § 4 der „Ersten Verordnung zur Durchführung des Reichskulturkammergesetzes“ vom 1. November 1933 war es Pflicht für alle deutschen Schriftsteller, der RSK anzugehören. In einer zusätzlichen Anordnung über die Anmeldepflicht zur Reichsschrifttums- und zur Reichspressekammer vom 10. Dezember 1933 wurde klargestellt, dass die Pflichtmitgliedschaft für alle hauptberuflichen Schriftsteller gilt und die Mitgliedschaft in der RSK durch den Beitritt zum Reichsverband Deutscher Schriftsteller erworben wird. Damit handelte es sich beim RDS um eine Zwangsorganisation.
Nach den am 22. Juli 1933 bekanntgegebenen Aufnahmebedingungen des RDS konnte nur „jeder deutschblütige Schriftsteller“ Mitglied werden, der sich „politisch einwandfrei im Sinne des neuen deutschen Staates“ verhält. Durch diese rechtlichen Bestimmungen erfolgte der administrative Ausschluss von Autoren jüdischer Herkunft, aber auch anderer Gegner des Nationalsozialismus aus dem deutschen Kulturleben. Auf den Aufnahmeanträgen wurden Angaben zur „arischen“ oder „nichtarischen“ Abstimmung des Antragstellers gemacht. Zudem wurden Selbstauskünfte zur Einstellung zum NS-Staat, z. B. durch Bürgen, und zu früheren Verbandszugehörigkeiten erwartet.

### Auflösung
Trotz der ideologischen Nähe zum NS-Regime standen wichtige Akteure der nationalsozialistischen Kulturpolitik wie der Kampfbund für deutsche Kultur dem Verband ablehnend gegenüber, da sich der RDS an seiner Spitze vor allem aus Personen zusammensetzte, die aus dem Umfeld des deutschnationalen Medienkonzerns von Alfred Hugenberg (Scherl-Verlag, UFA) stammten. Deshalb musste der stellvertretende Vorsitzende Hans Richter im März 1935 wegen seiner fehlenden Mitgliedschaft in der NSDAP von seinem Amt zurücktreten. Außerdem erwiesen sich die teilweise parallel existierenden Verwaltungsstrukturen von RDS und RSK zunehmend als ineffizient. Am 20. September 1935 beschloss der „Führerrat“ des RDS auf Druck des Reichspropagandaministeriums und der RSK die Auflösung des Verbandes. Die rund 12.000 RDS-Mitglieder wurden unmittelbar der RSK unterstellt. Sie wurden dort in der „Gruppe Schriftsteller“ zusammengefasst.